# Lentopallon Mestaruusliiga (femminile)
La Lentopallon Mestaruusliiga è la massima serie del campionato finlandese di pallavolo femminile: al torneo partecipano undici squadre di club finlandesi e la squadra vincitrice si fregia del titolo di campione di Finlandia.

## Albo d'oro
| Dal 1957 al 1995 la competizione è denominata Lentopallon SM-sarja |                         |                         |                         |
| 1957 Dettagli                                                      | Riento Eira             | Lepakot Hyvinkää        | Ponnistus Helsinki      |
| 1958 Dettagli                                                      | Riento Helsinki         | Riento Eira             | Tikka Tikkurila         |
| 1959 Dettagli                                                      | Lentopalloilijat Käpylä | Riento Koiton           | Veikot Tampere          |
| 1960 Dettagli                                                      | Veikot Tampere          | Ponnistus Helsinki      | Lentopalloilijat Käpylä |
| 1961 Dettagli                                                      | Lentopalloilijat Käpylä | Veikot Tampere          | Riento Koiton           |
| 1962 Dettagli                                                      | Ponnistus Helsinki      | Veikot Tampere          | Lentopallo Kaleva       |
| 1963 Dettagli                                                      | Lentopalloilijat Käpylä | Veikot Tampere          | Riento Koiton           |
| 1963-64 Dettagli                                                   | Lentopalloilijat Käpylä | Lentopallo Kaleva       | Kimmo Lahti             |
| 1964-65 Dettagli                                                   | Lentopalloilijat Käpylä | Kimmo Lahti             | Lentopallo Kaleva       |
| 1965-66 Dettagli                                                   | Lentopalloilijat Käpylä | Riento Koiton           | Kimmo Lahti             |
| 1966-67 Dettagli                                                   | Riento Koiton           | Kimmo Lahti             | Lentopalloilijat Käpylä |
| 1967-68 Dettagli                                                   | Kimmo Lahti             | Lentopalloilijat Käpylä | Riento Koiton           |
| 1968-69 Dettagli                                                   | Wartti Helsinki         | Lautta Pojat            | Kimmo Lahti             |
| 1969-70 Dettagli                                                   | Wartti Helsinki         | Riento Koiton           | Kimmo Lahti             |
| 1970-71 Dettagli                                                   | Elite Helsinki          | Wartti Helsinki         | Kimmo Lahti             |
| 1971-72 Dettagli                                                   | Wartti Helsinki         | Lautta Pojat            | Elite Helsinki          |
| 1972-73 Dettagli                                                   | Kimmo Lahti             | PPS Espoo               | Elite Helsinki          |
| 1973-74 Dettagli                                                   | Kimmo Lahti             | PPS Espoo               | Kajastus Luolaja        |
| 1974-75 Dettagli                                                   | Veikot Karhula          | Kimmo Lahti             | Kiri 60 Helsinki        |
| 1975-76 Dettagli                                                   | Kiri 60 Helsinki        | Veikot Karhula          | Kimmo Lahti             |
| 1976-77 Dettagli                                                   | PV Jyväskylä            | Kiri 60 Helsinki        | Veikot Karhula          |
| 1977-78 Dettagli                                                   | Veikot Karhula          | PV Jyväskylä            | Kajastus Luolaja        |
| 1978-79 Dettagli                                                   | Veikot Karhula          | Eura Raiku              | Kajastus Luolaja        |
| 1979-80 Dettagli                                                   | Veikot Karhula          | Eura Raiku              | Kiri 60 Helsinki        |
| 1980-81 Dettagli                                                   | Veikot Karhula          | Eura Raiku              | Oriveden Ponnistus      |
| 1981-82 Dettagli                                                   | PV Jyväskylä            | Veikot Karhula          | Eura Raiku              |
| 1982-83 Dettagli                                                   | PV Jyväskylä            | Kaiku Kaavi             | Eura Raiku              |
| 1983-84 Dettagli                                                   | Eura Raiku              | PV Jyväskylä            | Karhu Kauhajoki         |
| 1984-85 Dettagli                                                   | Eura Raiku              | Vasama Vaasa            | PV Jyväskylä            |
| 1985-86 Dettagli                                                   | Vasama Vaasa            | PV Jyväskylä            | Ponsi Koria             |
| 1986-87 Dettagli                                                   | Vasama Vaasa            | Heitto Haukipudas       | Veikot Karhula          |
| 1987-88 Dettagli                                                   | Vasama Vaasa            | Veikot Karhula          | Heitto Haukipudas       |
| 1988-89 Dettagli                                                   | Vasama Vaasa            | Eura Raiku              | Heitto Haukipudas       |
| 1989-90 Dettagli                                                   | HeSa Helsinki           | Kajo Valkeala           | Ponsi Koria             |
| 1990-91 Dettagli                                                   | Vasama Vaasa            | Ponsi Koria             | Blue Eyes Team          |
| 1991-92 Dettagli                                                   | Vasama Vaasa            | Ponsi Koria             | Kajo Valkeala           |
| 1992-93 Dettagli                                                   | Vasama Vaasa            | Kajo Valkeala           | Ponsi Koria             |
| 1993-94 Dettagli                                                   | Vasama Vaasa            | Kajo Valkeala           | Ponsi Koria             |
| 1994-95 Dettagli                                                   | Pyry Palokka            | Prihat Joensuu          | Vasama Vaasa            |
| Dal 1995 al 2010 la competizione è denominata Lentopallon SM-liiga |                         |                         |                         |
| 1995-96 Dettagli                                                   | Vasama Vaasa            | Pyry Palokka            | Prihat Joensuu          |
| 1996-97 Dettagli                                                   | Oriveden Ponnistus      | Eura Raiku              | Pieksämäki              |
| 1997-98 Dettagli                                                   | Kajo Valkeala           | Oriveden Ponnistus      | Eura Raiku              |
| 1998-99 Dettagli                                                   | Eura Raiku              | Kajo Valkeala           | Tarmo Hämeenlinna       |
| 1999-00 Dettagli                                                   | Tarmo Hämeenlinna       | Eura Raiku              | Prihat Joensuu          |
| 2000-01 Dettagli                                                   | Tarmo Hämeenlinna       | Salon Viesti            | Prihat Joensuu          |
| 2001-02 Dettagli                                                   | Tarmo Hämeenlinna       | Prihat Joensuu          | Somero                  |
| 2002-03 Dettagli                                                   | Tarmo Hämeenlinna       | Salon Viesti            | Somero                  |
| 2003-04 Dettagli                                                   | Pieksämäki              | Tarmo Hämeenlinna       | Oriveden Ponnistus      |
| 2004-05 Dettagli                                                   | Vanajan                 | Oriveden Ponnistus      | Pieksämäki              |
| 2005-06 Dettagli                                                   | Vanajan                 | Salon Viesti            | Pihtiputaan Ploki       |
| 2006-07 Dettagli                                                   | Vanajan                 | Salon Viesti            | Oriveden Ponnistus      |
| 2007-08 Dettagli                                                   | Vanajan                 | Oriveden Ponnistus      | Salon Viesti            |
| 2008-09 Dettagli                                                   | Viesti Salo             | Oriveden Ponnistus      | Vanajan                 |
| 2009-10 Dettagli                                                   | Viesti Salo             | HPK Naiset              | Oriveden Ponnistus      |
| Dal 2010 la competizione è denominata Lentopallon Mestaruusliiga   |                         |                         |                         |
| 2010-11 Dettagli                                                   | Viesti Salo             | Oriveden Ponnistus      | HPK Naiset              |
| 2011-12 Dettagli                                                   | Viesti Salo             | HPK Naiset              | Kangasala               |
| 2012-13 Dettagli                                                   | Viesti Salo             | Kangasala               | Oriveden Ponnistus      |
| 2013-14 Dettagli                                                   | Viesti Salo             | Oriveden Ponnistus      | HPK Naiset              |
| 2014-15 Dettagli                                                   | Viesti Salo             | Kangasala               | HPK Naiset              |
| 2015-16 Dettagli                                                   | HPK Naiset              | Viesti Salo             | Oriveden Ponnistus      |
| 2016-17 Dettagli                                                   | Viesti Salo             | HPK Naiset              | Oriveden Ponnistus      |
| 2017-18 Dettagli                                                   | HPK Naiset              | Viesti Salo             | Kangasala               |
| 2018-19 Dettagli                                                   | Viesti Salo             | Hämeenlinnan            | Kuusamon                |
| 2019-20 Dettagli                                                   | Non assegnato           | Non assegnato           | Non assegnato           |
| 2020-21 Dettagli                                                   | Viesti Salo             | Kuusamon                | Hämeenlinnan            |
| 2021-22 Dettagli                                                   | Kuusamon                | Kangasala               | Hämeenlinnan            |
| 2022-23 Dettagli                                                   | Kuusamon                | Hämeenlinnan            | Puijo                   |

## Palmarès
| Squadra                 | Titolo | Edizione                                                                                 |
| ----------------------- | ------ | ---------------------------------------------------------------------------------------- |
| Viesti Salo             | 10     | 2008-09, 2009-10, 2010-11, 2011-12, 2012-13, 2013-14, 2014-15, 2016-17, 2018-19, 2020-21 |
| Vasama Vaasa            | 9      | 1985-86, 1986-87, 1987-88, 1988-89, 1990-91, 1991-92, 1992-93, 1993-94, 1995-96          |
| Lentopalloilijat Käpylä | 6      | 1959, 1961, 1963, 1963-64, 1964-65, 1965-66                                              |
| Veikot Karhula          | 5      | 1974-75, 1977-78, 1978-79, 1979-80, 1980-81                                              |
| Tarmo Hämeenlinna       | 4      | 1999-00, 2000-01, 2001-02, 2002-03                                                       |
| Vanajan                 | 4      | 2004-05, 2005-06, 2006-07, 2007-08                                                       |
| Kimmo Lahti             | 3      | 1967-68, 1972-73, 1973-74                                                                |
| Wartti Helsinki         | 3      | 1968-69, 1969-70, 1971-72                                                                |
| PV Jyväskylä            | 3      | 1976-77, 1981-82, 1981-82                                                                |
| Eura Raiku              | 3      | 1983-84, 1984-85, 1998-99                                                                |
| Hämeenlinnan            | 2      | 2015-16, 2017-18                                                                         |
| Kuusamon                | 2      | 2021-22, 2022-23                                                                         |
| Riento Eira             | 1      | 1957                                                                                     |
| Riento Helsinki         | 1      | 1958                                                                                     |
| Veikot Tampere          | 1      | 1960                                                                                     |
| Ponnistus Helsinki      | 1      | 1962                                                                                     |
| Riento Koiton           | 1      | 1966-67                                                                                  |
| Elite Helsinki          | 1      | 1970-71                                                                                  |
| Kiri 60 Helsinki        | 1      | 1975-76                                                                                  |
| HeSa Helsinki           | 1      | 1989-90                                                                                  |
| Pyry Palokka            | 1      | 1994-95                                                                                  |
| Oriveden Ponnistus      | 1      | 1996-97                                                                                  |
| Kajo Valkeala           | 1      | 1997-98                                                                                  |
| Pieksämäki              | 1      | 2003-04                                                                                  |